# Francis Guerrier
Francis Guerrier (ur. 2 marca 1896, zm. 28 czerwca 1969) – francuski as myśliwski z czasów I wojny światowej. Osiągnął 5 zwycięstw powietrznych. Należał do grona asów posiadających honorowy tytuł Balloon Buster.

## Życiorys
Francis Guerrier do armii francuskiej wstąpił w 8 kwietnia 1915 roku. Do lotnictwa trafił 1 lipca 1917 roku i po otrzymaniu licencji pilota 9 października 1917 roku został przydzielony do SOP 234. Po przejściu dodatkowego szkolenia na samolotach jednomiejscowych został na wiosnę 1918 roku przeniesiony do eskadry myśliwskiej SPA 77. W jednostce odniósł 5 potwierdzonych zwycięstw powietrznych, wszystkie nad balonami obserwacyjnymi. Jego powojenne losy nie są znane.

## Odznaczenia
- Legia Honorowa;
- Médaille militaire;
- Krzyż Wojenny (Francja)[2] .